# Liverpool FC
Liverpool FC (celým názvem: Liverpool Football Club) je anglický fotbalový klub, který sídlí ve městě Liverpool v metropolitním hrabství Merseyside. Založen byl v roce 1892. Vyhrál dvacetkrát anglickou nejvyšší soutěž, naposledy v sezóně 2024/2025.
Liverpool prožil úspěšné období v 70. a 80. letech, poté se však vzedmul rival Manchester United úspěšný následující dvě desetiletí.
Je nejúspěšnějším anglickým (potažmo britským) klubem v evropských pohárech – 6× vyhrál Ligu mistrů UEFA (dříve Pohár mistrů evropských zemí), 3× vyhrál Pohár UEFA (dnes Evropská liga) a 1× Pohár vítězů pohárů.
Podle francouzského fotbalového týdeníku France Football je Liverpool v roce 2019 pátým největším fotbalovým klubem na světě.
Své domácí zápasy hraje na stadionu Anfield s kapacitou 61 276 diváků.
Liverpool má dlouhodobou rivalitu s kluby Everton FC (Merseyside derby) a Manchester United FC (North West derby).

## Historie

### 1892–1923 (Založení klubu)
Počátky fotbalu v Liverpoolu sahají až do roku 1878, kdy byl ve městě založen fotbalový klub St. Domingo FC. O rok později se přejmenoval na Everton FC. Ten byl v roce 1888 zakládajícím členem Football League. Everton svoje zápasy hrál na Anfield. V roce 1891 se John Houlding, místní obchodník a později i starosta Liverpoolu, rozhodl klubu navýšit nájem, s čímž akcionáři Evertonu nesouhlasili. Po řadě jednání se Everton rozhodl Anfield opustit a přestěhoval se po 7 letech působení na Anfieldu do Goodison Parku. Houlding na to reagoval tím, že 15. března 1892 založil nový klub jménem Liverpool FC, který svoje zápasy hrál na Anfield. Ředitelem klubu se stal John McKenna, který do klubu přivedl 13 skotských profesionálních fotbalistů. Ve své první sezóně klub vyhrál Lancashire League, následující sezónu přešel do Football League Second Division. Tuto sezónu Liverpool ukončil jako neporažený celek a přešel do First Division, což byla nejvyšší soutěž v Anglii. Svůj první titul v nejvyšší soutěži klub vyhrál v roce 1901, poté znovu v roce 1906. V roce 1914 hrál Liverpool svoje první finále FA Cupu, které ale prohrál 1:0 s Burnley FC.

### 1923–1983
V roce 1923 a 1924 klub poprvé získal dva ligové tituly za sebou, vedeni anglickým obráncem Ephraimem Longworthem. Poté ale přišel ústup a klub musel protrpět nejdelší sérii v historii klubu bez získání ligového titulu. Čekání na něj bylo ukončeno až v roce 1947. V roce 1954 Liverpool sestupuje do Second Division. V prosinci 1959 se klubovým manažerem stává legendární Bill Shankly, který během následujících 15 let klub transformoval v jeden z nejlepších klubů v Evropě. V roce 1962, po třech letech Shanklyho působení, klub vyhrává Second Division, a postupuje zpátky do první ligy, odkud již od té doby nikdy nesestoupil. V roce 1964 již Liverpool získává další ligový titul, první po dlouhých 17 letech. O rok později klub vyhrává poprvé FA Cup, když ve finále poráží 2:1 Leeds United. Sezóna 1972/73 znamená začátek zlaté éry klubu. Kromě osmého ligového titulu se Liverpool poprvé prosazuje na mezinárodní scéně, když ve finále Poháru UEFA poráží Borussii Mönchengladbach a získává první evropskou trofej. O rok později klub vyhrává další FA Cup, po něm ale z pozice manažera Bill Shankly odchází do důchodu. Nabídku na to ho nahradit dostává Shanklyho asistent, Bob Paisley.
V roce 1976, ve druhém roce Paisleyho působení, Liverpool vyhrává ligový titul a znovu Pohár UEFA. V roce 1977 následuje další ligový titul, prohra ve finále FA Cupu, ale také první výhra v Poháru mistrů evropských zemí. Finále se hrálo na Stadio Olimpico v Římě, Liverpool poráží 3:1 Borussii Mönchengladbach góly McDermotta, Smithe a Neala z penalty. Rok poté Liverpool trofej obhajuje, když ve Wembley poráží Club Brugge 1:0 gólem legendárního Kennyho Dalglishe. V roce 1979 Liverpool získává 11 ligový titul, kterým ustanovil ligový rekord, neboť získal celkem 64 bodů, a ve 42 zápasech inkasoval pouze 16 gólů.
V roce 1980 Liverpool získává celkem 12 ligový titul, v pořadí čtvrtý během posledních pěti sezón. O rok později, v roce 1981, přichází další výhra v Poháru mistrů evropských zemí, když ve finále hraném v Paříži Liverpool poráží gólem Alana Kennedyho 1:0 Real Madrid. V následující sezóně klub získává double ziskem ligového titulu a výhrou v Ligovém poháru. V devíti sezónách Bob Paisley celkem získal neuvěřitelných 23 trofejí. 3× Pohár mistrů evropských zemí, 1× Pohár UEFA, 6× ligový titul, 3× Ligový pohár, další díky vítězství v Charity Shield. Jedinou trofej, kterou Paisley nezískal, byl FA Cup. Bob Paisley v roce 1983 předává trenérské žezlo Joe Faganovi, kterému je v té době 63 let. Úspěšně navazuje na Paisleyho práci a Liverpool se pod jeho vedením stává prvním anglickým klubem, který v jedné sezóně získává 3 hlavní trofeje. Ligový titul, Anglický ligový pohár a Pohár mistrů evropských zemí.

### 1985–1991 (Katastrofy v Hillsborough a Heysel)
V roce 1985 se Liverpool dostal do dalšího finále Poháru mistrů evropských zemí. Bohužel jeho účast se proměnila ve velkou tragédii, která je obrovskou černou kaňkou v historii klubu. Zápas proti Juventusu se hrál na Heysel Stadium v Bruselu, který byl v té době ve velmi nevyhovujícím stavu. Vše bylo podpořeno chybou organizátorů, kteří umístili tábory fanoušků vedle sebe. Liverpoolští fanoušci před zápasem prolomili plot a zaútočili na fanoušky Juventusu. Ti se bránili únikem, v cestě jim ale stála zeď, která se prolomila. Výsledkem všeho bylo 39 mrtvých lidí, převážně Italů. I přes tuto tragédii se utkání nakonec odehrálo. Juventus vyhrál Platiniho gólem z penalty 1:0, i když i s odstupem času se mluví o tom, že se zápas vůbec neměl odehrát. Anglické kluby dostaly zákaz působení v evropských pohárech po dobu 5 let, Liverpool po dobu 10 let. Tento trest mu byl ale nakonec snížen na 6 let. To silně zasáhlo i druhý klub z města Beatles, Everton, který v té době prožíval zlatou éru své historie a po uplynutí trestu na tuto éru již nedokázal navázat.
V roce 1985 přebírá žezlo Kenny Dalglish, který se stává prvním hrajícím manažerem klubu. Klub vyhrává další tři ligové tituly, dva FA Cupy, v sezóně 1985-86 je to double za ligu a FA Cup. Poté bohužel přichází další tragická událost v klubových dějinách. 15. dubna 1989 Liverpool hraje semifinále FA Cupu s Nottingham Forest FC na Hillsborough Stadium v Sheffieldu. Policii se situace u stadionu vymkla kontrole, na tribunu za bránou se dostalo více fanoušků, než byla maximální kapacita. Stovky fanoušků bylo natlačeno na plot, který odděloval tribunu od hřiště. Výsledkem bylo 94 mrtvých fanoušků, 1 zemřel následující den, další fanoušek 4 roky po tragédii. Celkem tedy zahynulo 96 fanoušků. Po této tragédii vláda nařídila přehodnocení veškerých opatření na stadionech. Výsledkem toho byla tzv. Taylorova zpráva. Po ní došlo na stadionech k opatřením jako např. odstranění plotů mezi tribunami a hřištěm, stadiony byly povinně osazeny sedačkami. Více se také využívala možnost odložení začátku zápasu, pokud hrozilo, že se na stadion nedostanou včas všichni fanoušci. Liverpool k uctění památky převážně mladých lidí vystavěl u stadionu Anfield vedle Shankleyho brány památník těmto obětem. Ve znaku klubu jsou také umístěny dva plamínky připomínající tyto oběti.

### 1991–2015
V roce 1991 přebírá žezlo Graeme Souness, který v první sezóně získává FA Cup. V další sezóně ale klub šokujícím způsobem vypadává z FA Cupu po nepovedeném zápase s Bristol City FC na Anfield, Sounese nahrazuje Roy Evans. I když došlo ke zlepšení hry týmu, za pět sezón klub v lize neskončil lépe než ne 3. místě. Jedinou získanou trofejí je v roce 1995 Ligový pohár. V sezóně 1998-99 přichází do klubu Gérard Houllier, bývalý trenér francouzské reprezentace. V klubu oba působí jako partneři, spolupráce ale nefunguje a tak Evans v listopadu 1998 klub opouští. Nejlepší sezónu pod Houllierovým vedením zažívá Liverpool v sezóně 2000-01. Byla to nejlepší sezóna za poslední léta. Liverpool získává unikátní treble díky výhře v FA Cupu, v Ligovém poháru a Poháru UEFA. Vše ještě korunuje ziskem Evropského Superpoháru a výhrou v utkání o pohár charity. V klubu v té době působí čeští reprezentanti Patrik Berger a Vladimír Šmicer. Finále Poháru UEFA se hrálo v Dortmundu, Liverpool se utkal se španělským Deportivo Alavés a vyhrál divokým skóre 5:4 v prodloužení. Vysněný ligový titul se ale Houllierovi nedaří získat. V sezóně 2001-02 klub končí ligu na 2. místě. V této sezóně má ale Houllier problémy se srdcem, které vyústí v operaci. Po jeho návratu do fotbalu ale klub získává již jen Ligový pohár v roce 2003, ligový titul stále nikde. Na konci sezóny 2003-04 Houllier svoje angažmá ukončuje.
V létě 2004 se manažerem stává Španěl Rafael Benítez, který předtím koučoval Valencii CF. V jeho první sezóně ale dochází ke zklamání, když se Liverpool umístil v lize až na 5. místě. I přesto ale sezóna končí příjemným překvapením, neboť se Liverpool dostává do finále Ligy mistrů. Přitom na své cestě do finále musel překonat překážky v podobě Juventusu a Chelsea. Oba domácí zápasy se staly ozdobou soutěže. Liverpool ve finále v Istanbulu čekal italský AC Milán. Ačkoliv AC Milán po prvním poločase vedl 3:0, Liverpool se neuvěřitelně dostal zpět do zápasu a do konce druhého poločasu dokázal skóre srovnat. Všechny tři góly přitom padly v rozmezí šesti minut. To vše za pekelné atmosféry liverpoolských fanoušků, kteří měli na stadionu absolutní většinu. Na řadu nakonec přišly penalty, ve kterých zazářil polský gólman Jerzy Dudek, když z pěti penalt dostal pouze dva góly. Rozhodující penaltu proměnil český fotbalista Vladimír Šmicer, který navíc ve druhém poločase svým gólem snižoval na rozdíl jednoho gólu. V utkání také nastoupil další český reprezentant Milan Baroš. Oba se tak stali prvními českými hráči, kteří vyhráli tuto nejprestižnější evropskou soutěž současnosti.
V sezóně 2005-06 Liverpool v lize získává 82 bodů, nejvíce od roku 1988, k titulu to ale opět nestačí. Sezónu nakonec zakončil úspěchem, kdy v dalším dramatickém finále získal FA Cup. Ve finále hraném v Cardiffu Liverpool těsně před koncem prohrával s West Hamem 2:3, v začátku natavení ale kapitán Steven Gerrard střelou ze 40 metrů vyrovnal a utkání nakonec dospělo až do penalt, ve kterých se vyznamenal španělský brankář a specialista na penalty Pepe Reina.
6. únor 2007 znamená pro klub velkou změnu. Po několika letech jednání s různými investory klub souhlasí s nabídkou dua amerických obchodníků George Gillett – Tom Hicks a klub tak přechází poprvé ve své historii do jiných než anglických rukou. Cena převzetí – přes 400 mil. liber. Mezi priority nových majitelů patří výstavba nového stadionu, který by měl během několika let vyrůst v sousedním Stanley Parku. Liverpool končí sezónu na 3. místě ligové tabulky. Rafael Benítez svůj klub znovu dovedl do finále Ligy mistrů. Podařilo se mu to poté, co znovu v semifinále vyřadil Chelsea, tentokrát po penaltovém rozstřelu, ve kterém se stal hrdinou opět Pepe Reina. Finále se hraje v Aténách, soupeřem je opět AC Milán. Ten byl tentokrát nad síly hráčů a Liverpool ho prohrává 2:1.

### 2015–2024 (Německý trenér Jürgen Klopp)

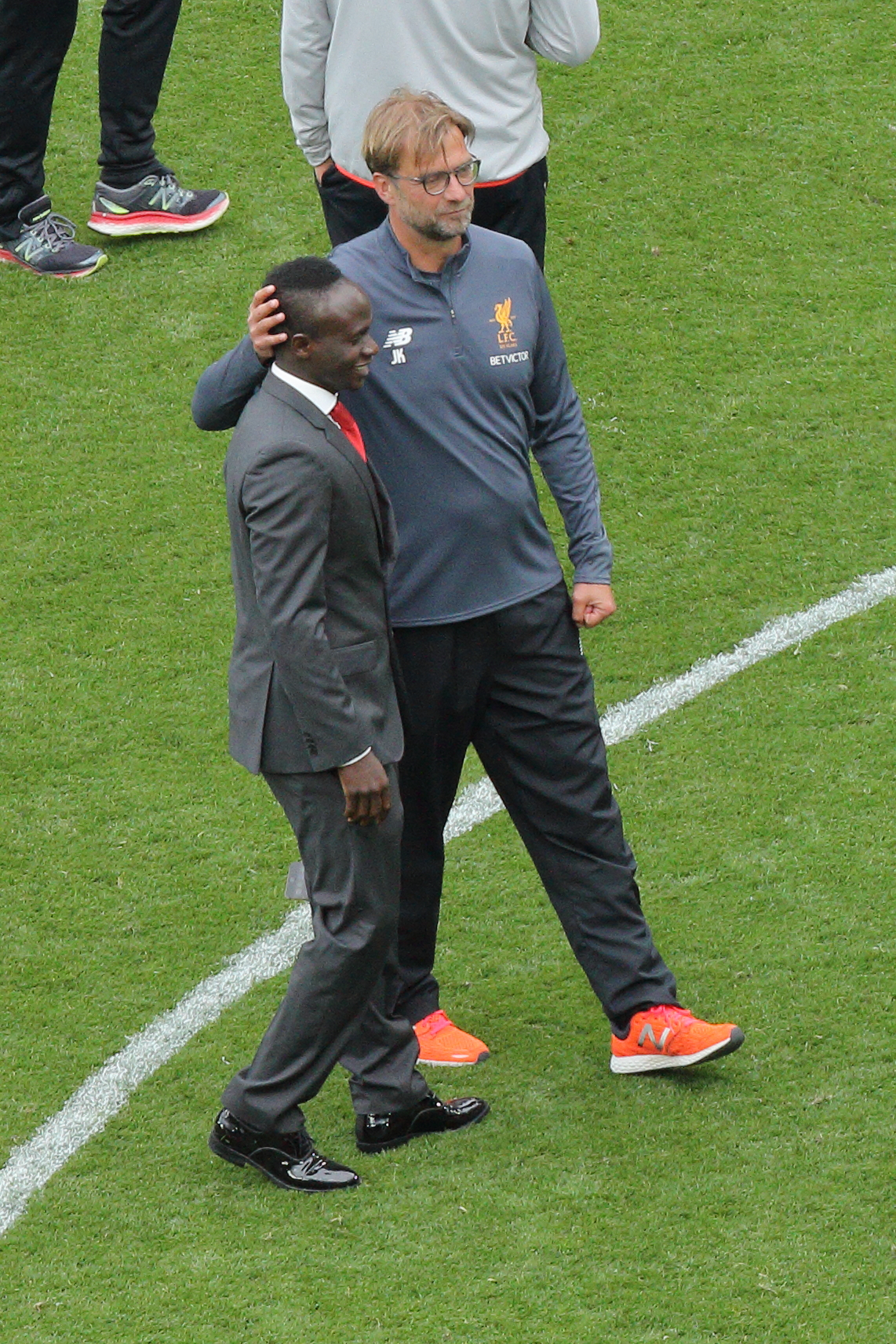
Trenér Jürgen Klopp a útočník Sadio Mané v obleku

Začátek podzimu roku 2015 připravil o trenérské místo Brendana Rodgerse, jehož nahradil Jürgen Klopp.
Mužstvo posílené v létě o jména jako Roberto Firmino, Christian Benteke, Nathaniel Clyne, Joe Gomez a James Milner skončilo v tabulce osmé, pozornost si však získalo postupem do finále Evropské ligy a finále Ligového poháru EFL.
Proti Seville, respektive Manchesteru City ale Liverpool nevyhrál.
Před další sezónou 2016/17 už Klopp mohl využít letní přípravy. Na úvod se jeho hráčům podařilo zvítězit na půdě Arsenalu 4:3, aby ve 2. kole prohráli s Burnley.
Oproti podzimu se jarní výkony zhoršily, po výhře 1:0 nad Manchesterem City 31. prosince se Liverpool během jara musel sklonit před Swansea, Hullem a Crystal Palace.
Liverpool navíc vypadl v EFL Cupu se Southamptonem a též FA Cupu s Wolverhamptonem. Přesto dosáhl čtvrtého místa a Klopp tak týmu vrátil účast v Lize mistrů a umístění mezi první čtveřicí se povedlo teprve podruhé během osmi let.
Příslibem byla útočná vozba, kterou utvořili Roberto Firmino, Philippe Coutinho a Sadio Mané, ty podpořily výkony záložníků Emre Cana a i Adama Lallany.
Útočné těžiště mužstvo následně opět posílilo – přišel s Premier League již seznámený Mohamed Salah z AS Řím a Dominic Solanke z Chelsea.
Na levém kraji obrany se měl nově představit Andrew Robertson.
Na pravém se o slovo hlásil 18letý Trent Alexander-Arnold.
Liverpoolské angažmá bylo po 10 letech u konce pro záložníka Lucase Leivu, jenž odešel do Lazia Řím.
Ligový ročník 2017/18 začala pro Jürgena Kloppa remízou 3:3 na stadionu Watfordu, branku zaznamenal mimo jiné debutant Salah. Ve 4. kole se Liverpool přesvědčil o síle Manchesteru City (s koučem Pepem Guardiolou), kde celek z přístavního města prohrál 0:5.
V polovině ledna ale domácí Liverpool na Anfieldu nad City vyhrál 4:3 a ukončil jejich sérii bez porážky.
Ve 38. závěrečném kole vyhrál proti Brightonu 4:0, k čemuž přispěl i Salah. Ten se stal s 32 brankami nejlepším střelcem soutěže a dokonce překonal rekord 31 branek rozdělený mezi trojici Alan Shearer, Cristiano Ronaldo a Luis Suárez.
V rámci Ligy mistrů se Liverpoolu podařilo dostat se přes předkolo, a to dvěma výhrami nad Hoffenheimem. V základní skupině (Sevilla, Spartak Moskva, Maribor) neprohrál a po třech výhrách a třech remízách z prvního místa postoupil do osmifinále.
Proti Portu vyhrálo mužstvo 5:0 a v odvetném zápase tak stačila remíza 0:0. Ve čtvrtfinále pokořilo ligovou konkurenci v podobě Manchesteru City a po dvou výhrách 3:0 a 2:1 postoupilo dále.
Proti AS Řím doma vedl Liverpool zásluhou ofenzivní trojice Mané–Firmino–Salah již 5:0, ale Italové v závěru snížili na rozdíl třech branek.
A přestože v Římě podlehl 2:4 a zaznamenal první porážku v této soutěži, dokráčel do finálového střetnutí s Realem Madrid.
Během prvního finálového poločasu gól nepadl, anglický celek však utrpěl ztrátu Salaha, který se zranil po souboji se Sergiem Ramosem, kapitánem soupeře.
Smolařem zápasu se stal brankář Liverpoolu Loris Karius, který v 51. minutě špatně nahodil balón na Karima Benzemu, který otevřel skóre. Po několika minutách srovnal na 1:1 Sadio Mané, střídající Gareth Bale však vstřelil branku na 2:1. Velšan vstřelil rovněž poslední branku zápasu na 3:1, když jeho střelu ze skoro 30 metrů špatně odhadl Karius.
Finalista Ligy mistrů posléze investoval do posil přes 170 milionů liber, aby byl reálně schopen konkurovat obhajujícímu Manchesteru City. Již od ledna byl v mužstvu střední obránce Virgil van Dijk, za něhož Liverpool zaplatil částku 75 milionů liber, učinil jej tak do té doby nejdražším obráncem.
Van Dijkův přestup zaplatil odchod Brazilce Coutinha, kterého za jinou rekordní částku koupila Barcelona.
Nešťastníka finálového utkání Kariuse v bráně nahradil brazilský gólman Alisson, záložní řadu vyztužily Naby Keïta s Fabinhem. Útočnou trojici měl v případě nouze suplovat Xherdan Shaqiri.
Zranění neumožnilo využít Alexe Oxlade-Chamberlaina, který tak zameškal většinu ročníku. Po vypršení smlouvy odešel jiný záložník Emre Can, jenž upřednostnil Juventus.
Začátek ročníku pro Liverpool odstartoval domácím vítězstvím 4:0 proti West Ham United, a to díky gólům Mohameda Salaha, Sadio Maného (2×) a Daniela Sturridge.
Série výher skončila počínaje 7. kolem, když hrál Liverpool na půdě Chelsea nerozhodně 1:1.
Poté nadešlo klání se City, ale na Anfieldu se hrálo nerozhodně 0:0.
O pár kol později se Liverpool nadmul k sérii výher čítající devět ligových zápasů (včetně výhry 3:1 nad United) a uzmul první místo v tabulce.
Na stadionu Etihad ale podlehl 1:2 Manchesteru City, jenž se na jaře dostal do formy a první místo už nepustil. Klopp soupeře stíhal do samého závěru, ale ani 96 bodů nestačilo na titul, City měly na kontě o dva body více. Brankář Allison vychytal nejvíce čistých kont (21), útočníci Salah a Mané se připojili k Aubameyangovi na čele střelecké listiny (22 gólů všichni tři), zatímco obránce Van Dijk byl zvolen nejlepším obráncem v lize.
Na rozdíl od předešlé sezóny bylo období před zahájením sezóny 2019/20 pro Liverpool bez velkých přestupů. První ligový zápas přinesl výhru 4:1 nad Norwichem. Osmibodový náskok na pronásledovatele získal Liverpool v listopadu po výhře 3:1 nad Manchesterem City. Trenér Klopp nepřikládal váhu domácím pohárovým soutěžím – putování FA Cupem skončilo v pátém kole a putování Carabao Cupem ve čtvrtfinále. Carabao Cup odehrál s Aston Villou výběr hráčů do 23 let (a prohrál 0:5), neboť Klopp o den později vedl Liverpool na prosincovém Mistrovství světa klubů. Zde Liverpool překonal nejprve Monterrey, ve finále pak přehrál Flamengo. Ve třetím kole FA Cupu se slabšímu výběru podařilo vyřadit rivala Everton, později ale přišlo vyřazení od Chelsea. V rámci Ligy mistrů postoupil obhajující Liverpool ze skupiny z prvního místa před Neapolí a RB Salzburg, jarní osmifinále s dobře bránícím Atlétikem Madrid ale nezvládl. Tým okolo ve formě hrajícího kapitána Jordana Hendersona měl v 21. kole na kontě 61 ze 63 možných bodů, ligová neporazitelnost skončila na štítu rivala Manchesteru United. Než se dění ve světě zastavilo kvůli pandemiu covidu-19, prohrál Liverpool 0:3 se sestupujícím Watfordem, po nucené pauze pak přišly prohry se Citizens a Arsenalem. Ty však již nezvrátily putování titulu do Liverpoolu a klub ukončil čekání trvající od roku 1990. V EFL Cupu porazil Livepool Milton Kyenes a Arsenel, ve čtvrtfinále však podlehl Aston Ville. 

## Aktuální Soupiska
Aktuální k datu: 3.7. 2025 
| Číslo |            | Pozice | Hráč                       |
| ----- | ---------- | ------ | -------------------------- |
| 1     | Brazílie   | B      | Alisson Becker             |
| 2     | Anglie     | O      | Joe Gomez (5. kapitán)     |
| 3     | Japonsko   | Z      | Wataru Endó                |
| 4     | Nizozemsko | O      | Virgil van Dijk (kapitán)  |
| 5     | Francie    | O      | Ibrahima Konaté            |
| 7     | Kolumbie   | Ú      | Luis Díaz                  |
| 8     | Maďarsko   | Z      | Dominik Szoboszlai         |
| 9     | Uruguay    | Ú      | Darwin Núñez               |
| 10    | Argentina  | Z      | Alexis Mac Allister        |
| 11    | Egypt      | Ú      | Mohamed Salah (4. kapitán) |
| 14    | Itálie     | Ú      | Federico Chiesa            |
| 17    | Anglie     | Z      | Curtis Jones               |
| 18    | Nizozemsko | Ú      | Cody Gakpo                 |
| 19    | Anglie     | Ú      | Harvey Elliott             |

| Číslo |               | Pozice | Hráč                                 |
| ----- | ------------- | ------ | ------------------------------------ |
| 21    | Řecko         | O      | Kostantantinos Tsimikas              |
| 26    | Skotsko       | O      | Andrew Robertson (zástupce kapitána) |
| 38    | Nizozemsko    | Z      | Ryan Gravenberch                     |
| 42    | Anglie        | Z      | Bobby Clark                          |
| 43    | Španělsko     | Z      | Stefan Bajčetić                      |
| 46    | Anglie        | O      | Rhys Williams                        |
| 50    | Skotsko       | Ú      | Ben Doak                             |
| 78    | Anglie        | O      | Jarell Quansah                       |
| 80    | Anglie        | Z      | Tyler Morton                         |
| 84    | Severní Irsko | O      | Conor Bradley                        |
| –     | Nizozemsko    | O      | Jeremie Frimpong                     |
| –     | Maďarsko      | O      | Milos Kerkez                         |
| –     | Gruzie        | B      | Giorgi Mamardašvili                  |
| –     | Maďarsko      | B      | Ármin Pécsi                          |
| –     | Německo       | Ú      | Florian Wirtz                        |
| –     | Anglie        | B      | Freddie Woodman                      |

### Realizační tým
| Trenérský tým    | Trenérský tým            |
| Pozice           | Jméno                    |
| ---------------- | ------------------------ |
| Hlavní trenér    | Arne Slot                |
| Asistent trenéra | Sipke Hulshoff           |
| Asistent trenéra | Giovanni van Bronckhorst |
| Trenér brankářů  | Xavi Valero              |
| Kondiční trenér  | Conall Murtagh           |

## Stadion
Klub od svého vzniku hraje domácí zápasy na stadionu Anfield. Stadion byl postaven v roce 1884 v oblasti Stanley Parku, kdy na něm začal hrát svoje zápasy Everton FC. V roce 1892, po rozepři s majitelem stadionu Johnem Houldingem, Everton FC odešel do Goodison Parku a John Houlding založil nový klub jménem Liverpool FC, který je na Anfield Road domácím týmem.
Stadion má kapacitu 53,394 diváků a je sedmým největším stadionem v lize. S jeho unikátním designem patří mezi přední evropské a světové stadiony. Dlouhodobě se plánuje zvýšení této kapacity. V roce 2023 má být dokončena fáze přestavby stadionu s plánovaným rozšířením na 61 tisíc diváků.

## Klubová kultura
Hymnou klubu je píseň You'll Never Walk Alone. Ta se zpívá téměř na každém domácím (a často i venkovním) utkání, ve kterém liverpoolské mužstvo vyhraje, nebo pokud jde o silnější mužstvo, remizuje.
Liverpool FC, to je také rivalita. Ta úplně nejstarší je spojena s klubem Everton FC. Ten byl prvním klubem v Liverpoolu, své zápasy 7 let hrál na Anfield. V roce 1892 ale stadion opustil a majitel Anfield založil nový klub, Liverpool FC. Zápasy mezi oběma kluby jsou označovány jako Merseyside derby a patří mezi 10 největších derby zápasů na světě.[zdroj?]
V minulosti se během těchto zápasů stala řada afér, dle oficiálních statistik to je dokonce zápas dvou klubů, ve kterém v historii anglické ligy bylo uděleno nejvíce červených karet. Např. v tom posledním, hraném v Goodison parku 20. října 2007, rozhodčí udělil 2 červené karty.
Velká rivalita také panuje s týmem Manchester United. Za vše může blízkost obou měst a také úspěchy obou týmů. Liverpool a Manchester United jsou dva nejúspěšnější kluby v Anglii, oba s velkým množstvím fanoušků po celém světě. Liverpool dominoval v 70. a 80. letech, Manchester v 90. letech minulého století a v začátcích 20. století. Vzájemné zápasy jsou kvůli televizním požadavkům hrány po obědě, je to i díky zvýšeným bezpečnostním rizikům. O rivalitě obou klubů se objevily i dvě scénky ve filmu 51st State. V něm hlavní hrdina Felix DeSouza, fanatický liverpoolský fanoušek, před vzájemným zápasem provokativně navštíví v Manchesteru hospodu plnou fanoušků konkurence, ve které odpálí světlici. Další scénka se odehrává přímo na stadionu Anfield Road, přímo během utkání těchto dvou rivalů.
11. července 2007 klub oznámil záměr spuštění vysílání klubové TV, kterou mohou fanoušci sledovat placenou formou jak prostřednictvím internetu, tak prostřednictvím satelitu Setanta. Klubová TV svůj oficiální provoz spustila září a kromě živě přenášených zápasů přináší i archívní zápasy, rozhovory, diskuzní studia atd.

## Dresy
První firmou, která dodávala klubu dresy a vybavení, byla v letech 1976 – 1985 firma Umbro. Tu v roce 1985 – 1996 nahradil německý Adidas. V letech 1996 – 2006 se o hráčské vybavení staral Reebok. V roce 2006 se dodavatelem stal znovu Adidas. Od roku 2012 však obléká dresy Warrior. Od sezóny 2015/16 do sezóny 2019/20 se stal dodavatelem dresů New Balance. Novým dodavatelem soupravy pro sezónu 2020/21 se stala firma Nike.
Liverpool se stal prvním britským profesionálním klubem, který začal na svém dresu nosit logo svého sponzora. První firmou se stala v roce 1979 firma Hitachi. V roce 1982 se sponzorem s logem na dresu stala firma Crown Paints, v roce 1988 firma Candy. V roce 1992 se na dresech objevilo logo dánského pivovaru Carlsbergu. Toto partnerství trvalo až do konce sezóny 2009/2010. Díky tomu se jedná o nejdéle trvající sponzorskou dohodu v anglickém top fotbale. Od sezony 2010-2011 Liverpool obléká dresy s logem banky Standard Chartered.

## Klubové barvy a logo
Tradiční klubové barvy Liverpoolu FC jsou červená a bílá, ale na počátku své klubové historie hrál klub v modrých a bílých dresech.
Na počátku 20. století hrál tým v červených košilích a bílých kalhotách. Co se týče ponožek neustále je střídaly, proto hráči jednou hrály s červenými ponožkami, jindy zase s bílými. Na konci 70. letech 20. století byla představena třetí souprava ve žlutém provedení, která se používala zejména na zápasy venku, pokud soupeř hrál v červeno-bílé (např. Sunderland). Na konci 80. letech na několik let přešel náhradní stojan v šedé barvě a v 90. letech existovaly náhradní regály skládající se ze zelených košil a bílých kalhot.
Klubový odznak Liverpoolu se skládá ze štítu s textem Liverpool Football Club . Uvnitř štítu je obraz takzvaného "liver bird" – mytického ptáka, symbolu města Liverpool, který je ze skutečných zvířat nejvíce podobný kormoránovi . Nad štítem je text You'll never walk alone (česky Už nikdy nebudeš chodit sám) spolu se železnými uměleckými díly, které jsou umístěny na vrcholu Shankly Gates, jednoho z vchodů do Anfieldu. Na obou stranách štítu jsou dva plameny symbolizující Památník Hillsborough, pamětní místo před Anfieldem na Shanklyho bráně, postavené na počest 96 lidí, kteří zahynuli při nehodě Hillsborough v roce 1989. Liverpool se vrátil na starší variantu klubové značky na košilové sezóně 2012/2013, místo obvyklého štítu měl žlutě / zlatě zbarveného jaterního ptáka s textem „LFC“.

## Významní hráči
- Gordon Hodgson (1925–1936)
- Albert Stubbins (1946–1953)
- Gerry Byrne (1957–1969)
- Roger Hunt (1958–1969)
- Ian Callaghan (1959–1978)
- Gordon Milne (1960–1967)
- Chris Lawler (1960–1975)
- Tommy Smith (1962–1978)
- Peter Thompson (1963–1973)
- Ray Clemence (1967–1981)
- Emlyn Hughes (1967–1979)
- Alec Lindsay (1969–1977)
- Kevin Keegan (1971–1977)
- Phil Thompson (1971–1984)
- Jimmy Case (1973–1981)
- Ray Kennedy (1974–1982)
- Terry McDermott (1974–1982)
- Phil Neal (1974–1985)
- Alan Kennedy (1978–1986)
- Steve McMahon (1985–1991)
- Peter Beardsley (1987–1991)
- John Barnes (1987–1997)
- Steve McManaman (1990–1999)
- Robbie Fowler (1993–2001)
- Michael Owen (1996–2004)
- Jamie Carragher (1996–2013)
- Steven Gerrard (1998–2015)
- Daniel Sturridge (2013–2019)
- Jordan Henderson (2012–2023)
- James Milner (2015–2023)
- Trent Alexander-Arnold (2004–)
- Billy Liddell (1938–1961)
- Ian St John (1961–1971)
- Ron Yeats (1961–1971)
- Willie Stevenson (1962–1967)
- Kenny Dalglish (1977–1990)
- Alan Hansen (1977–1991)
- Graeme Souness (1978–1984)
- Steve Nicol (1981–1994)
- Andrew Robertson (2017–)
- John Toshack (1970–1978)
- Ian Rush (1980–87, 1988–96)
- Elisha Scott (1912–1915, 1919–1934)
- Steve Heighway (1970–1981)
- Ronnie Whelan (1979–1994)
- Mark Lawrenson (1981–1988)
- John Aldridge (1987–1989)
- Steve Finnan (2003–2008)
- Luis García (2004–2007)
- Xabi Alonso (2004–2009)
- Pepe Reina (2005–2013)
- Fernando Torres (2007–2011)
- Dietmar Hamann (1999–2006)
- Stéphane Henchoz (1999–2005)
- Jan Mølby (1984–1996)
- Sami Hyypiä (1999–2009)
- Jerzy Dudek (2001–2007)
- John Arne Riise (2001–2008)
- Harry Kewell (2003–2008)
- Luis Suárez (2011–2014)
- Vladimír Šmicer (1999–2005)
- Patrik Berger (1996–2003)
- Milan Baroš (2002–2005)
- Martin Škrtel (2008–2016)
- Sadio Mané (2016–2022)
- Mohamed Salah (2017–)
- Virgil van Dijk (2017–)
- Philippe Coutinho (2013–2018)
- Alisson (2018–)
- Roberto Firmino (2015–2023)
- Fabinho (2017–2023)
- Joël Matip (2016–2024)

## Úspěchy

### Vyhrané domácí soutěže
- First Division / Premier League ( 20× )
  - 1900/01, 1905/06, 1921/22, 1922/23, 1946/47, 1963/64, 1965/66, 1972/73, 1975/76, 1976/77, 1978/79, 1979/80, 1981/82, 1982/83, 1983/84, 1985/86, 1987/88, 1989/90, 2019/20, 2024/25
- FA Cup ( 8× )
  - 1964/65, 1973/74, 1985/86, 1988/89, 1991/92, 2000/01, 2005/06, 2021/22
- EFL Cup ( 10× )
  - 1980/81, 1981/82, 1982/83, 1983/84, 1994/95, 2000/01, 2002/03, 2011/12, 2021/22, 2023/24
- Community Shield ( 16× )
  - 1964*, 1965*, 1966, 1974, 1976, 1977*, 1979, 1980, 1982, 1986*, 1988, 1989, 1990*, 2001, 2006, 2022 (* hvězdičkou jsou označeny dělené tituly)

### Vyhrané mezinárodní soutěže
- Pohár mistrů evropských zemí / Liga mistrů UEFA ( 6× )
  - 1976/77, 1977/78, 1980/81, 1983/84, 2004/05, 2018/19
- Pohár / Evropská liga UEFA ( 3× )
  - 1972/73, 1975/76, 2000/01
- Superpohár UEFA ( 4× )
  - 1977, 2001, 2005, 2019
- Mistrovství světa ve fotbale klubů ( 1× )
  - 2020

## Umístění v jednotlivých sezonách
Stručný přehled
Zdroj: 
- 1892–1893: Lancashire League
- 1893–1894: Football League Second Division
- 1894–1895: Football League First Division
- 1895–1896: Football League Second Division
- 1896–1904: Football League First Division
- 1904–1905: Football League Second Division
- 1905–1954: Football League First Division
- 1954–1962: Football League Second Division
- 1962–1992: Football League First Division
- 1992– : Premier League

Jednotlivé ročníky
Zdroj: 
Legenda: Z - zápasy, V - výhry, R - remízy, P - porážky, VG - vstřelené góly, OG - obdržené góly, +/- - rozdíl skóre, B - body, červené podbarvení - sestup, zelené podbarvení - postup, fialové podbarvení - reorganizace, změna skupiny či soutěže
| Anglie (1892 – )                                          |                   |        |    |    |    |    |     |    |     |    |        |
| Sezóny                                                    | Liga              | Úroveň | Z  | V  | R  | P  | VG  | OG | +/- | B  | Pozice |
| 1892/93                                                   | Lancashire League | –      | 22 | 17 | 2  | 3  | 66  | 19 | +47 | 36 | 1.     |
| 1893/94                                                   | Second Division   | 2      | 28 | 22 | 6  | 0  | 77  | 18 | +59 | 50 | 1.     |
| 1894/95                                                   | First Division    | 1      | 30 | 7  | 8  | 15 | 51  | 70 | -19 | 22 | 16.    |
| 1895/96                                                   | Second Division   | 2      | 30 | 22 | 2  | 6  | 106 | 32 | +74 | 46 | 1.     |
| 1896/97                                                   | First Division    | 1      | 30 | 12 | 9  | 9  | 46  | 38 | +8  | 33 | 5.     |
| 1897/98                                                   | First Division    | 1      | 30 | 11 | 6  | 13 | 48  | 45 | +3  | 28 | 9.     |
| 1898/99                                                   | First Division    | 1      | 34 | 19 | 5  | 10 | 49  | 33 | +16 | 43 | 2.     |
| 1899/00                                                   | First Division    | 1      | 34 | 14 | 5  | 15 | 49  | 45 | +4  | 33 | 10.    |
| 1900/01                                                   | First Division    | 1      | 34 | 19 | 7  | 8  | 59  | 35 | +24 | 45 | 1.     |
| 1901/02                                                   | First Division    | 1      | 34 | 10 | 12 | 12 | 42  | 38 | +4  | 32 | 11.    |
| 1902/03                                                   | First Division    | 1      | 34 | 17 | 4  | 13 | 68  | 49 | +19 | 38 | 5.     |
| 1903/04                                                   | First Division    | 1      | 34 | 9  | 8  | 17 | 49  | 62 | -13 | 26 | 17.    |
| 1904/05                                                   | Second Division   | 2      | 34 | 27 | 4  | 3  | 93  | 25 | +68 | 58 | 1.     |
| 1905/06                                                   | First Division    | 1      | 38 | 23 | 5  | 10 | 79  | 46 | +33 | 51 | 1.     |
| 1906/07                                                   | First Division    | 1      | 38 | 13 | 7  | 18 | 64  | 65 | -1  | 33 | 15.    |
| 1907/08                                                   | First Division    | 1      | 38 | 16 | 6  | 16 | 68  | 61 | +7  | 38 | 8.     |
| 1908/09                                                   | First Division    | 1      | 38 | 15 | 6  | 17 | 57  | 65 | -8  | 36 | 16.    |
| 1909/10                                                   | First Division    | 1      | 38 | 21 | 6  | 11 | 78  | 57 | +21 | 48 | 2.     |
| 1910/11                                                   | First Division    | 1      | 38 | 15 | 7  | 16 | 53  | 53 | 0   | 37 | 13.    |
| 1911/12                                                   | First Division    | 1      | 38 | 12 | 10 | 16 | 49  | 55 | -6  | 34 | 17.    |
| 1912/13                                                   | First Division    | 1      | 38 | 16 | 5  | 17 | 61  | 71 | -10 | 37 | 12.    |
| 1913/14                                                   | First Division    | 1      | 38 | 14 | 7  | 17 | 46  | 62 | -16 | 35 | 16.    |
| 1914/15                                                   | First Division    | 1      | 38 | 14 | 9  | 15 | 65  | 75 | -10 | 37 | 13.    |
| V letech 1915 až 1918 se nehrála žádná pravidelná soutěž. |                   |        |    |    |    |    |     |    |     |    |        |
| 1919/20                                                   | First Division    | 1      | 42 | 19 | 10 | 13 | 59  | 44 | +15 | 48 | 4.     |
| 1920/21                                                   | First Division    | 1      | 42 | 18 | 15 | 9  | 63  | 35 | +28 | 51 | 4.     |
| 1921/22                                                   | First Division    | 1      | 42 | 22 | 13 | 7  | 63  | 36 | +27 | 57 | 1.     |
| 1922/23                                                   | First Division    | 1      | 42 | 26 | 8  | 8  | 70  | 31 | +39 | 60 | 1.     |
| 1923/24                                                   | First Division    | 1      | 42 | 15 | 11 | 16 | 49  | 48 | +1  | 41 | 12.    |
| 1924/25                                                   | First Division    | 1      | 42 | 20 | 10 | 12 | 63  | 55 | +8  | 50 | 4.     |
| 1925/26                                                   | First Division    | 1      | 42 | 14 | 6  | 12 | 70  | 63 | +7  | 44 | 7.     |
| 1926/27                                                   | First Division    | 1      | 42 | 18 | 7  | 17 | 69  | 61 | +8  | 43 | 9.     |
| 1927/28                                                   | First Division    | 1      | 42 | 13 | 13 | 16 | 84  | 87 | -3  | 39 | 16.    |
| 1928/29                                                   | First Division    | 1      | 42 | 17 | 12 | 13 | 90  | 64 | +26 | 46 | 5.     |
| 1929/30                                                   | First Division    | 1      | 42 | 16 | 9  | 17 | 63  | 79 | -16 | 41 | 12.    |
| 1930/31                                                   | First Division    | 1      | 42 | 15 | 12 | 15 | 86  | 85 | +1  | 42 | 9.     |
| 1931/32                                                   | First Division    | 1      | 42 | 19 | 6  | 17 | 81  | 93 | -12 | 44 | 10.    |
| 1932/33                                                   | First Division    | 1      | 42 | 14 | 11 | 17 | 79  | 84 | -5  | 39 | 14.    |
| 1933/34                                                   | First Division    | 1      | 42 | 14 | 10 | 18 | 79  | 87 | -8  | 38 | 18.    |
| 1934/35                                                   | First Division    | 1      | 42 | 19 | 7  | 16 | 85  | 88 | -3  | 45 | 7.     |
| 1935/36                                                   | First Division    | 1      | 42 | 13 | 12 | 17 | 60  | 64 | -4  | 38 | 19.    |
| 1936/37                                                   | First Division    | 1      | 42 | 12 | 11 | 19 | 62  | 84 | -22 | 35 | 18.    |
| 1937/38                                                   | First Division    | 1      | 42 | 15 | 11 | 16 | 65  | 71 | -6  | 41 | 11.    |
| 1938/39                                                   | First Division    | 1      | 42 | 14 | 14 | 14 | 62  | 63 | -1  | 42 | 11.    |
| V letech 1939 až 1945 se nehrála žádná pravidelná soutěž. |                   |        |    |    |    |    |     |    |     |    |        |
| 1946/47                                                   | First Division    | 1      | 42 | 25 | 7  | 10 | 84  | 52 | +32 | 57 | 1.     |
| 1947/48                                                   | First Division    | 1      | 42 | 16 | 10 | 16 | 65  | 61 | +4  | 42 | 11.    |
| 1948/49                                                   | First Division    | 1      | 42 | 13 | 14 | 15 | 53  | 43 | +10 | 40 | 12.    |
| 1949/50                                                   | First Division    | 1      | 42 | 17 | 14 | 11 | 64  | 54 | +10 | 48 | 8.     |
| 1950/51                                                   | First Division    | 1      | 42 | 16 | 11 | 15 | 53  | 59 | -6  | 43 | 9.     |
| 1951/52                                                   | First Division    | 1      | 42 | 12 | 19 | 11 | 57  | 61 | -4  | 43 | 11.    |
| 1952/53                                                   | First Division    | 1      | 42 | 14 | 8  | 20 | 61  | 82 | -21 | 36 | 17.    |
| 1953/54                                                   | First Division    | 1      | 42 | 9  | 10 | 23 | 68  | 97 | -29 | 28 | 22.    |
| 1954/55                                                   | Second Division   | 2      | 42 | 16 | 10 | 16 | 92  | 96 | -4  | 42 | 11.    |
| 1955/56                                                   | Second Division   | 2      | 42 | 21 | 6  | 15 | 85  | 63 | +22 | 48 | 3.     |
| 1956/57                                                   | Second Division   | 2      | 42 | 21 | 11 | 10 | 82  | 54 | +28 | 53 | 3.     |
| 1957/58                                                   | Second Division   | 2      | 42 | 22 | 10 | 10 | 79  | 54 | +25 | 54 | 4.     |
| 1958/59                                                   | Second Division   | 2      | 42 | 24 | 5  | 13 | 87  | 62 | +25 | 53 | 4.     |
| 1959/60                                                   | Second Division   | 2      | 42 | 20 | 10 | 12 | 90  | 66 | +24 | 50 | 3.     |
| 1960/61                                                   | Second Division   | 2      | 42 | 21 | 10 | 11 | 87  | 58 | +29 | 52 | 3.     |
| 1961/62                                                   | Second Division   | 2      | 42 | 27 | 8  | 7  | 99  | 43 | +56 | 62 | 1.     |
| 1962/63                                                   | First Division    | 1      | 42 | 17 | 10 | 15 | 71  | 59 | +12 | 44 | 8.     |
| 1963/64                                                   | First Division    | 1      | 42 | 26 | 5  | 11 | 92  | 45 | +47 | 57 | 1.     |
| 1964/65                                                   | First Division    | 1      | 42 | 17 | 10 | 15 | 67  | 73 | -6  | 44 | 7.     |
| 1965/66                                                   | First Division    | 1      | 42 | 26 | 9  | 7  | 79  | 34 | +45 | 61 | 1.     |
| 1966/67                                                   | First Division    | 1      | 42 | 19 | 13 | 10 | 64  | 47 | +17 | 51 | 5.     |
| 1967/68                                                   | First Division    | 1      | 42 | 22 | 11 | 9  | 71  | 40 | +31 | 55 | 3.     |
| 1968/69                                                   | First Division    | 1      | 42 | 25 | 11 | 6  | 63  | 24 | +39 | 61 | 2.     |
| 1969/70                                                   | First Division    | 1      | 42 | 20 | 11 | 11 | 65  | 42 | +23 | 51 | 5.     |
| 1970/71                                                   | First Division    | 1      | 42 | 17 | 17 | 8  | 42  | 24 | +18 | 51 | 5.     |
| 1971/72                                                   | First Division    | 1      | 42 | 24 | 9  | 9  | 64  | 30 | +30 | 57 | 3.     |
| 1972/73                                                   | First Division    | 1      | 42 | 25 | 10 | 7  | 72  | 42 | +30 | 60 | 1.     |
| 1973/74                                                   | First Division    | 1      | 42 | 22 | 13 | 7  | 52  | 31 | +21 | 57 | 2.     |
| 1974/75                                                   | First Division    | 1      | 42 | 20 | 11 | 11 | 60  | 39 | +21 | 51 | 2.     |
| 1975/76                                                   | First Division    | 1      | 42 | 23 | 14 | 5  | 66  | 31 | +35 | 60 | 1.     |
| 1976/77                                                   | First Division    | 1      | 42 | 23 | 11 | 8  | 62  | 33 | +29 | 57 | 1.     |
| 1977/78                                                   | First Division    | 1      | 42 | 24 | 9  | 9  | 65  | 34 | +31 | 57 | 2.     |
| 1978/79                                                   | First Division    | 1      | 42 | 30 | 8  | 4  | 85  | 16 | +69 | 68 | 1.     |
| 1979/80                                                   | First Division    | 1      | 42 | 25 | 10 | 7  | 81  | 30 | +51 | 60 | 1.     |
| 1980/81                                                   | First Division    | 1      | 42 | 17 | 17 | 8  | 62  | 42 | +20 | 51 | 5.     |
| 1981/82                                                   | First Division    | 1      | 42 | 26 | 9  | 7  | 80  | 32 | +48 | 87 | 1.     |
| 1982/83                                                   | First Division    | 1      | 42 | 24 | 10 | 8  | 87  | 37 | +50 | 82 | 1.     |
| 1983/84                                                   | First Division    | 1      | 42 | 22 | 14 | 6  | 73  | 32 | +41 | 80 | 1.     |
| 1984/85                                                   | First Division    | 1      | 42 | 22 | 11 | 9  | 68  | 35 | +33 | 77 | 2.     |
| 1985/86                                                   | First Division    | 1      | 42 | 26 | 10 | 6  | 89  | 37 | +52 | 88 | 1.     |
| 1986/87                                                   | First Division    | 1      | 42 | 23 | 8  | 11 | 72  | 42 | +30 | 77 | 2.     |
| 1987/88                                                   | First Division    | 1      | 40 | 26 | 12 | 2  | 87  | 24 | +63 | 90 | 1.     |
| 1988/89                                                   | First Division    | 1      | 38 | 22 | 10 | 6  | 65  | 28 | +37 | 76 | 2.     |
| 1989/90                                                   | First Division    | 1      | 38 | 23 | 10 | 5  | 78  | 37 | +41 | 79 | 1.     |
| 1990/91                                                   | First Division    | 1      | 38 | 23 | 7  | 8  | 77  | 40 | +37 | 76 | 2.     |
| 1991/92                                                   | First Division    | 1      | 42 | 16 | 16 | 10 | 47  | 40 | +7  | 64 | 6.     |
| 1992/93                                                   | Premier League    | 1      | 42 | 16 | 11 | 15 | 62  | 55 | +7  | 59 | 6.     |
| 1993/94                                                   | Premier League    | 1      | 42 | 17 | 9  | 16 | 59  | 55 | +4  | 60 | 8.     |
| 1994/95                                                   | Premier League    | 1      | 42 | 21 | 11 | 10 | 65  | 37 | +28 | 74 | 4.     |
| 1995/96                                                   | Premier League    | 1      | 38 | 20 | 11 | 7  | 70  | 34 | +36 | 71 | 3.     |
| 1996/97                                                   | Premier League    | 1      | 38 | 19 | 11 | 8  | 62  | 37 | +25 | 68 | 4.     |
| 1997/98                                                   | Premier League    | 1      | 38 | 18 | 11 | 9  | 68  | 42 | +26 | 65 | 3.     |
| 1998/99                                                   | Premier League    | 1      | 38 | 15 | 9  | 14 | 68  | 49 | +19 | 54 | 7.     |
| 1999/00                                                   | Premier League    | 1      | 38 | 19 | 10 | 9  | 51  | 30 | +21 | 67 | 4.     |
| 2000/01                                                   | Premier League    | 1      | 38 | 20 | 9  | 9  | 71  | 39 | +32 | 69 | 3.     |
| 2001/02                                                   | Premier League    | 1      | 38 | 24 | 8  | 6  | 67  | 30 | +37 | 80 | 2.     |
| 2002/03                                                   | Premier League    | 1      | 38 | 18 | 10 | 10 | 61  | 41 | +20 | 64 | 5.     |
| 2003/04                                                   | Premier League    | 1      | 38 | 16 | 12 | 10 | 55  | 37 | +18 | 60 | 4.     |
| 2004/05                                                   | Premier League    | 1      | 38 | 17 | 7  | 14 | 52  | 41 | +11 | 58 | 5.     |
| 2005/06                                                   | Premier League    | 1      | 38 | 25 | 7  | 6  | 57  | 25 | +32 | 82 | 3.     |
| 2006/07                                                   | Premier League    | 1      | 38 | 20 | 8  | 10 | 57  | 27 | +30 | 68 | 3.     |
| 2007/08                                                   | Premier League    | 1      | 38 | 21 | 13 | 4  | 67  | 28 | +39 | 76 | 4.     |
| 2008/09                                                   | Premier League    | 1      | 38 | 25 | 11 | 2  | 77  | 27 | +50 | 86 | 2.     |
| 2009/10                                                   | Premier League    | 1      | 38 | 18 | 9  | 11 | 61  | 35 | +26 | 63 | 7.     |
| 2010/11                                                   | Premier League    | 1      | 38 | 17 | 7  | 14 | 59  | 44 | +15 | 58 | 6.     |
| 2011/12                                                   | Premier League    | 1      | 38 | 14 | 10 | 14 | 47  | 40 | +7  | 52 | 8.     |
| 2012/13                                                   | Premier League    | 1      | 38 | 16 | 13 | 9  | 71  | 43 | +28 | 61 | 7.     |
| 2013/14                                                   | Premier League    | 1      | 38 | 26 | 6  | 6  | 101 | 50 | +51 | 84 | 2.     |
| 2014/15                                                   | Premier League    | 1      | 38 | 18 | 8  | 12 | 52  | 48 | +4  | 62 | 6.     |
| 2015/16                                                   | Premier League    | 1      | 38 | 16 | 12 | 10 | 63  | 50 | +13 | 60 | 8.     |
| 2016/17                                                   | Premier League    | 1      | 38 | 22 | 10 | 6  | 78  | 42 | +36 | 76 | 4.     |
| 2017/18                                                   | Premier League    | 1      | 38 | 21 | 12 | 5  | 84  | 38 | +46 | 75 | 4.     |
| 2018/19                                                   | Premier League    | 1      | 38 | 30 | 7  | 1  | 89  | 22 | +67 | 97 | 2.     |
| 2019/20                                                   | Premier League    | 1      | 38 | 32 | 3  | 3  | 85  | 33 | +52 | 99 | 1.     |
| 2020/21                                                   | Premier League    | 1      | 38 | 20 | 9  | 9  | 67  | 42 | +25 | 69 | 3.     |
| 2021/22                                                   | Premier League    | 1      | 38 | 28 | 8  | 2  | 94  | 26 | +68 | 92 | 2.     |
| 2022/23                                                   | Premier League    | 1      | 38 | 19 | 10 | 9  | 75  | 47 | +28 | 67 | 5.     |
| 2023/24                                                   | Premier League    | 1      | 38 | 24 | 10 | 4  | 86  | 41 | +45 | 82 | 3.     |
| 2024/25                                                   | Premier League    | 1      | 38 |    |    |    |     |    |     | '  | 1.     |

Poznámky:
- 1892/93: Klub uspěl v hlasování o vstup do Football League (rozšíření Second Division).

## Účast v evropských pohárech
| Ročník  | Soutěž                       | Kolo                   | Klub                         | Doma           | Venku          | Celkem         |
| ------- | ---------------------------- | ---------------------- | ---------------------------- | -------------- | -------------- | -------------- |
| 1964/65 | Pohár mistrů evropských zemí | Předkolo               | KR Reykjavík                 | 6:1            | 5:0            | 11:1           |
| 1964/65 | Pohár mistrů evropských zemí | 1. kolo                | RSC Anderlecht               | 3:0            | 1:0            | 4:0            |
| 1964/65 | Pohár mistrů evropských zemí | Čtvrtfinále            | 1. FC Köln                   | 0:0            | 0:0            | 0:0            |
| 1964/65 | Pohár mistrů evropských zemí | Semifinále             | FC Internazionale Milano     | 3:1            | 0:3            | 3:4            |
| 1965/66 | Pohár vítězů pohárů          | 1. kolo                | Juventus FC                  | 2:0            | 0:1            | 2:1            |
| 1965/66 | Pohár vítězů pohárů          | 2. kolo                | Standard Liège               | 3:1            | 2:1            | 5:2            |
| 1965/66 | Pohár vítězů pohárů          | Čtvrtfinále            | Budapest Honvéd FC           | 2:0            | 0:0            | 2:0            |
| 1965/66 | Pohár vítězů pohárů          | Semifinále             | Celtic FC                    | 2:0            | 0:1            | 2:1            |
| 1965/66 | Pohár vítězů pohárů          | Finále                 | Borussia Dortmund            | 1:2            | 1:2            | 1:2            |
| 1966/67 | Pohár mistrů evropských zemí | 1. kolo                | FC Petrolul Ploieşti         | 2:0            | 1:3            | 3:3            |
| 1966/67 | Pohár mistrů evropských zemí | 2. kolo                | AFC Ajax                     | 2:2            | 1:5            | 3:7            |
| 1967/68 | Veletržní pohár              | 1. kolo                | Malmö FF                     | 2:1            | 2:0            | 4:1            |
| 1967/68 | Veletržní pohár              | 2. kolo                | TSV 1860 München             | 8:0            | 1:2            | 9:2            |
| 1967/68 | Veletržní pohár              | 3. kolo                | Ferencvárosi TC              | 0:1            | 0:1            | 0:2            |
| 1968/69 | Veletržní pohár              | 1. kolo                | Athletic Bilbao              | 2:1            | 1:2            | 3:3            |
| 1969/70 | Veletržní pohár              | 1. kolo                | Dundalk FC                   | 10:0           | 4:0            | 14:0           |
| 1969/70 | Veletržní pohár              | 2. kolo                | Vitória FC                   | 3:2            | 0:1            | 3:3            |
| 1970/71 | Veletržní pohár              | 1. kolo                | Ferencvárosi TC              | 1:0            | 1:1            | 2:1            |
| 1970/71 | Veletržní pohár              | 2. kolo                | FC Dinamo Bucureşti          | 3:0            | 1:1            | 4:1            |
| 1970/71 | Veletržní pohár              | 3. kolo                | Hibernian FC                 | 2:0            | 1:0            | 3:0            |
| 1970/71 | Veletržní pohár              | Čtvrtfinále            | FC Bayern Mnichov            | 3:0            | 1:1            | 4:1            |
| 1970/71 | Veletržní pohár              | Semifinále             | Leeds United AFC             | 0:1            | 0:0            | 0:1            |
| 1971/72 | Pohár vítězů pohárů          | 1. kolo                | Servette FC                  | 2:0            | 1:2            | 3:2            |
| 1971/72 | Pohár vítězů pohárů          | 2. kolo                | FC Bayern Mnichov            | 0:0            | 1:3            | 1:3            |
| 1972/73 | Pohár UEFA                   | 1. kolo                | Eintracht Frankfurt          | 2:0            | 0:0            | 2:0            |
| 1972/73 | Pohár UEFA                   | 2. kolo                | AEK Athény                   | 3:0            | 3:1            | 6:1            |
| 1972/73 | Pohár UEFA                   | 3. kolo                | Berliner FC Dynamo           | 3:1            | 0:0            | 3:1            |
| 1972/73 | Pohár UEFA                   | Čtvrtfinále            | Dynamo Dresden               | 2:0            | 1:0            | 3:0            |
| 1972/73 | Pohár UEFA                   | Semifinále             | Tottenham Hotspur FC         | 1:0            | 1:2            | 2:2            |
| 1972/73 | Pohár UEFA                   | Finále                 | Borussia Mönchengladbach     | 3:0            | 0:2            | 3:2            |
| 1973/74 | Pohár mistrů evropských zemí | 1. kolo                | Jeunesse Esch                | 2:0            | 1:1            | 3:1            |
| 1973/74 | Pohár mistrů evropských zemí | 2. kolo                | FK Crvena zvezda Bělehrad    | 1:2            | 1:2            | 2:4            |
| 1974/75 | Pohár vítězů pohárů          | 1. kolo                | Strømsgodset IF              | 11:0           | 1:0            | 12:0           |
| 1974/75 | Pohár vítězů pohárů          | 2. kolo                | Ferencvárosi TC              | 1:1            | 0:0            | 1:1            |
| 1975/76 | Pohár UEFA                   | 1. kolo                | Hibernian FC                 | 3:1            | 0:1            | 3:2            |
| 1975/76 | Pohár UEFA                   | 2. kolo                | Real Sociedad                | 6:0            | 3:1            | 9:1            |
| 1975/76 | Pohár UEFA                   | 3. kolo                | Śląsk Wrocław                | 3:0            | 2:1            | 5:1            |
| 1975/76 | Pohár UEFA                   | Čtvrtfinále            | Dynamo Dresden               | 2:1            | 0:0            | 2:1            |
| 1975/76 | Pohár UEFA                   | Semifinále             | FC Barcelona                 | 1:1            | 1:0            | 2:1            |
| 1975/76 | Pohár UEFA                   | Finále                 | Club Brugge KV               | 3:2            | 1:1            | 4:3            |
| 1976/77 | Pohár mistrů evropských zemí | 1. kolo                | Crusaders FC                 | 2:0            | 5:0            | 7:0            |
| 1976/77 | Pohár mistrů evropských zemí | 2. kolo                | Trabzonspor                  | 3:0            | 0:1            | 3:1            |
| 1976/77 | Pohár mistrů evropských zemí | Čtvrtfinále            | AS Saint-Étienne             | 3:1            | 0:1            | 3:2            |
| 1976/77 | Pohár mistrů evropských zemí | Semifinále             | FC Zürich                    | 3:0            | 3:1            | 6:1            |
| 1976/77 | Pohár mistrů evropských zemí | Finále                 | Borussia Mönchengladbach     | 3:1            | 3:1            | 3:1            |
| 1977    | Superpohár UEFA              | Finále                 | Hamburger SV                 | 6:0            | 1:1            | 7:1            |
| 1977/78 | Pohár mistrů evropských zemí | 2. kolo                | Dynamo Dresden               | 5:1            | 1:2            | 6:3            |
| 1977/78 | Pohár mistrů evropských zemí | Čtvrtfinále            | SL Benfica                   | 4:1            | 2:1            | 6:2            |
| 1977/78 | Pohár mistrů evropských zemí | Semifinále             | Borussia Mönchengladbach     | 3:0            | 1:2            | 4:2            |
| 1977/78 | Pohár mistrů evropských zemí | Finále                 | Club Brugge KV               | 1:0            | 1:0            | 1:0            |
| 1978    | Superpohár UEFA              | Finále                 | RSC Anderlecht               | 2:1            | 1:3            | 3:4            |
| 1978/79 | Pohár mistrů evropských zemí | 1. kolo                | Nottingham Forest FC         | 0:0            | 0:2            | 0:2            |
| 1979/80 | Pohár mistrů evropských zemí | 1. kolo                | FC Dinamo Tbilisi            | 2:1            | 0:3            | 2:4            |
| 1980/81 | Pohár mistrů evropských zemí | 1. kolo                | Oulun Palloseura             | 10:1           | 1:1            | 11:2           |
| 1980/81 | Pohár mistrů evropských zemí | 2. kolo                | Aberdeen FC                  | 4:0            | 1:0            | 5:0            |
| 1980/81 | Pohár mistrů evropských zemí | Čtvrtfinále            | PFK CSKA Sofia               | 5:1            | 1:0            | 6:1            |
| 1980/81 | Pohár mistrů evropských zemí | Semifinále             | FC Bayern Mnichov            | 0:0            | 1:1            | 1:1            |
| 1980/81 | Pohár mistrů evropských zemí | Finále                 | Real Madrid CF               | 1:0            | 1:0            | 1:0            |
| 1981    | Interkontinentální pohár     | Finále                 | Clube de Regatas do Flamengo | 0:3            | 0:3            | 0:3            |
| 1981/82 | Pohár mistrů evropských zemí | 1. kolo                | Oulun Palloseura             | 7:0            | 1:0            | 8:0            |
| 1981/82 | Pohár mistrů evropských zemí | 2. kolo                | AZ Alkmaar                   | 3:2            | 2:2            | 5:4            |
| 1981/82 | Pohár mistrů evropských zemí | Čtvrtfinále            | PFK CSKA Sofia               | 1:0            | 2:2            | 1:2            |
| 1982/83 | Pohár mistrů evropských zemí | 1. kolo                | Dundalk FC                   | 1:0            | 4:1            | 5:1            |
| 1982/83 | Pohár mistrů evropských zemí | 2. kolo                | HJK Helsinki                 | 5:0            | 0:1            | 5:1            |
| 1982/83 | Pohár mistrů evropských zemí | Čtvrtfinále            | Widzew Łódź                  | 3:2            | 0:2            | 3:4            |
| 1983/84 | Pohár mistrů evropských zemí | 1. kolo                | Odense BK                    | 5:0            | 1:0            | 6:0            |
| 1983/84 | Pohár mistrů evropských zemí | 2. kolo                | Athletic Bilbao              | 0:0            | 1:0            | 1:0            |
| 1983/84 | Pohár mistrů evropských zemí | Čtvrtfinále            | SL Benfica                   | 1:0            | 4:1            | 5:1            |
| 1983/84 | Pohár mistrů evropských zemí | Semifinále             | FC Dinamo Bucureşti          | 1:0            | 2:1            | 3:1            |
| 1983/84 | Pohár mistrů evropských zemí | Finále                 | Club Brugge KV               | 1:1 (4:2 pen.) | 1:1 (4:2 pen.) | 1:1 (4:2 pen.) |
| 1984    | Superpohár UEFA              | Finále                 | Juventus FC                  | 0:2            | 0:2            | 0:2            |
| 1984    | Interkontinentální pohár     | Finále                 | CA Independiente             | 0:1            | 0:1            | 0:1            |
| 1984/85 | Pohár mistrů evropských zemí | 1. kolo                | Lech Poznań                  | 4:0            | 1:0            | 5:0            |
| 1984/85 | Pohár mistrů evropských zemí | 2. kolo                | SL Benfica                   | 3:1            | 0:1            | 3:2            |
| 1984/85 | Pohár mistrů evropských zemí | Čtvrtfinále            | FK Austria Wien              | 4:1            | 1:1            | 5:2            |
| 1984/85 | Pohár mistrů evropských zemí | Semifinále             | Panathinaikos FC             | 4:0            | 1:0            | 5:0            |
| 1984/85 | Pohár mistrů evropských zemí | Finále                 | Juventus FC                  | 0:1            | 0:1            | 0:1            |
| 1991/92 | Pohár UEFA                   | 1. kolo                | FC Kuusysi                   | 6:1            | 0:1            | 6:2            |
| 1991/92 | Pohár UEFA                   | 2. kolo                | AJ Auxerre                   | 3:0            | 0:2            | 3:2            |
| 1991/92 | Pohár UEFA                   | 3. kolo                | FC Swarovski Tirol           | 4:0            | 2:0            | 6:0            |
| 1991/92 | Pohár UEFA                   | Čtvrtfinále            | Genoa CFC                    | 1:2            | 0:2            | 1:4            |
| 1992/93 | Pohár vítězů pohárů          | 1. kolo                | Apollon Limassol             | 6:1            | 2:1            | 8:2            |
| 1992/93 | Pohár vítězů pohárů          | 2. kolo                | FK Spartak Moskva            | 0:2            | 2:4            | 2:6            |
| 1995/96 | Pohár UEFA                   | 1. kolo                | PFK Alanija Vladikavkaz      | 0:0            | 2:1            | 2:1            |
| 1995/96 | Pohár UEFA                   | 2. kolo                | Brøndby IF                   | 0:1            | 0:0            | 0:1            |
| 1996/97 | Pohár vítězů pohárů          | 1. kolo                | Myllykosken Pallo-47         | 3:1            | 1:0            | 4:1            |
| 1996/97 | Pohár vítězů pohárů          | 2. kolo                | FC Sion                      | 6:3            | 2:1            | 8:4            |
| 1996/97 | Pohár vítězů pohárů          | Čtvrtfinále            | SK Brann                     | 3:0            | 1:1            | 4:1            |
| 1996/97 | Pohár vítězů pohárů          | Semifinále             | Paris Saint-Germain FC       | 2:0            | 0:3            | 2:3            |
| 1997/98 | Pohár UEFA                   | 1. kolo                | Celtic FC                    | 0:0            | 2:2            | 2:2            |
| 1997/98 | Pohár UEFA                   | 2. kolo                | RC Strasbourg                | 2:0            | 0:3            | 2:3            |
| 1998/99 | Pohár UEFA                   | 1. kolo                | 1. FC Košice                 | 5:0            | 3:0            | 8:0            |
| 1998/99 | Pohár UEFA                   | 2. kolo                | Valencia CF                  | 0:0            | 2:2            | 2:2            |
| 1998/99 | Pohár UEFA                   | 3. kolo                | Celta de Vigo                | 0:1            | 1:3            | 1:4            |
| 2000/01 | Pohár UEFA                   | 1. kolo                | FC Rapid Bucureşti           | 0:0            | 1:0            | 1:0            |
| 2000/01 | Pohár UEFA                   | 2. kolo                | FC Slovan Liberec            | 1:0            | 3:2            | 4:2            |
| 2000/01 | Pohár UEFA                   | 3. kolo                | Olympiacos FC                | 2:0            | 2:2            | 4:2            |
| 2000/01 | Pohár UEFA                   | 4. kolo                | AS Roma                      | 0:1            | 2:0            | 2:1            |
| 2000/01 | Pohár UEFA                   | Čtvrtfinále            | FC Porto                     | 2:0            | 0:0            | 2:0            |
| 2000/01 | Pohár UEFA                   | Semifinále             | FC Barcelona                 | 1:0            | 0:0            | 1:0            |
| 2000/01 | Pohár UEFA                   | Finále                 | Deportivo Alavés             | 5:4 (po prod.) | 5:4 (po prod.) | 5:4 (po prod.) |
| 2001    | Superpohár UEFA              | Finále                 | FC Bayern Mnichov            | 3:2            | 3:2            | 3:2            |
| 2001/02 | Liga mistrů UEFA             | 3. předkolo            | FC Haka                      | 4:1            | 5:0            | 9:1            |
| 2001/02 | Liga mistrů UEFA             | Základní skupina B     | Boavista FC                  | 1:1            | 1:1            | 1. místo       |
| 2001/02 | Liga mistrů UEFA             | Základní skupina B     | Borussia Dortmund            | 2:0            | 0:0            | 1. místo       |
| 2001/02 | Liga mistrů UEFA             | Základní skupina B     | FK Dynamo Kyjev              | 1:0            | 2:1            | 1. místo       |
| 2001/02 | Liga mistrů UEFA             | Osmifinálová skupina B | FC Barcelona                 | 1:3            | 0:0            | 2. místo       |
| 2001/02 | Liga mistrů UEFA             | Osmifinálová skupina B | AS Roma                      | 2:0            | 0:0            | 2. místo       |
| 2001/02 | Liga mistrů UEFA             | Osmifinálová skupina B | Galatasaray SK               | 0:0            | 1:1            | 2. místo       |
| 2001/02 | Liga mistrů UEFA             | Čtvrtfinále            | Bayer 04 Leverkusen          | 1:0            | 2:4            | 3:4            |
| 2002/03 | Liga mistrů UEFA             | Základní skupina B     | Valencia CF                  | 0:1            | 0:2            | 3. místo       |
| 2002/03 | Liga mistrů UEFA             | Základní skupina B     | FC Basel 1893                | 1:1            | 3:3            | 3. místo       |
| 2002/03 | Liga mistrů UEFA             | Základní skupina B     | FK Spartak Moskva            | 5:0            | 3:1            | 3. místo       |
| 2002/03 | Pohár UEFA                   | 3. kolo                | Vitesse                      | 1:0            | 1:0            | 2:0            |
| 2002/03 | Pohár UEFA                   | 4. kolo                | AJ Auxerre                   | 2:0            | 1:0            | 3:0            |
| 2002/03 | Pohár UEFA                   | Čtvrtfinále            | Celtic FC                    | 0:2            | 1:1            | 1:3            |
| 2003/04 | Pohár UEFA                   | 1. kolo                | NK Olimpija Ljubljana        | 3:0            | 1:1            | 4:1            |
| 2003/04 | Pohár UEFA                   | 2. kolo                | FC Steaua București          | 1:0            | 1:1            | 2:1            |
| 2003/04 | Pohár UEFA                   | 3. kolo                | PFK Levski Sofia             | 2:0            | 4:2            | 6:2            |
| 2003/04 | Pohár UEFA                   | 4. kolo                | Olympique de Marseille       | 1:1            | 1:2            | 2:3            |
| 2004/05 | Liga mistrů UEFA             | 3. předkolo            | Grazer AK                    | 0:1            | 2:0            | 2:1            |
| 2004/05 | Liga mistrů UEFA             | Základní skupina A     | AS Monaco FC                 | 2:0            | 0:1            | 2. místo       |
| 2004/05 | Liga mistrů UEFA             | Základní skupina A     | Olympiacos FC                | 3:1            | 0:1            | 2. místo       |
| 2004/05 | Liga mistrů UEFA             | Základní skupina A     | Deportivo de La Coruña       | 0:0            | 1:0            | 2. místo       |
| 2004/05 | Liga mistrů UEFA             | Osmifinále             | Bayer 04 Leverkusen          | 3:1            | 3:1            | 6:2            |
| 2004/05 | Liga mistrů UEFA             | Čtvrtfinále            | Juventus FC                  | 2:1            | 0:0            | 2:1            |
| 2004/05 | Liga mistrů UEFA             | Semifinále             | Chelsea FC                   | 1:0            | 0:0            | 1:0            |
| 2004/05 | Liga mistrů UEFA             | Finále                 | AC Milán                     | 3:3 (3:2 pen.) | 3:3 (3:2 pen.) | 3:3 (3:2 pen.) |
| 2005    | Superpohár UEFA              | Finále                 | PFK CSKA Moskva              | 3:1            | 3:1            | 3:1            |
| 2005    | MS ve fotbale klubů          | Semifinále             | Deportivo Saprissa           | 3:0            | 3:0            | 3:0            |
| 2005    | MS ve fotbale klubů          | Finále                 | São Paulo FC                 | 0:1            | 0:1            | 0:1            |
| 2005/06 | Liga mistrů UEFA             | 2. předkolo            | FBK Kaunas                   | 2:0            | 3:1            | 5:1            |
| 2005/06 | Liga mistrů UEFA             | 3. předkolo            | PFK CSKA Sofia               | 0:1            | 3:1            | 3:2            |
| 2005/06 | Liga mistrů UEFA             | Základní skupina G     | Real Betis                   | 0:0            | 2:1            | 1. místo       |
| 2005/06 | Liga mistrů UEFA             | Základní skupina G     | Chelsea FC                   | 0:0            | 0:0            | 1. místo       |
| 2005/06 | Liga mistrů UEFA             | Základní skupina G     | RSC Anderlecht               | 3:0            | 1:0            | 1. místo       |
| 2005/06 | Liga mistrů UEFA             | Osmifinále             | SL Benfica                   | 0:2            | 0:1            | 0:3            |
| 2006/07 | Liga mistrů UEFA             | 3. předkolo            | Maccabi Haifa FC             | 2:1            | 1:1            | 3:1            |
| 2006/07 | Liga mistrů UEFA             | Základní skupina C     | PSV Eindhoven                | 2:0            | 0:0            | 1. místo       |
| 2006/07 | Liga mistrů UEFA             | Základní skupina C     | Galatasaray SK               | 3:2            | 2:3            | 1. místo       |
| 2006/07 | Liga mistrů UEFA             | Základní skupina C     | FC Girondins de Bordeaux     | 3:2            | 1:0            | 1. místo       |
| 2006/07 | Liga mistrů UEFA             | Osmifinále             | FC Barcelona                 | 0:1            | 2:1            | 2:2            |
| 2006/07 | Liga mistrů UEFA             | Čtvrtfinále            | PSV Eindhoven                | 1:0            | 3:0            | 4:0            |
| 2006/07 | Liga mistrů UEFA             | Semifinále             | Chelsea FC                   | 1:0            | 0:1            | 1:1            |
| 2006/07 | Liga mistrů UEFA             | Finále                 | AC Milán                     | 1:2            | 1:2            | 1:2            |
| 2007/08 | Liga mistrů UEFA             | 3. předkolo            | Toulouse FC                  | 4:0            | 1:0            | 5:0            |
| 2007/08 | Liga mistrů UEFA             | Základní skupina A     | FC Porto                     | 4:1            | 1:1            | 2. místo       |
| 2007/08 | Liga mistrů UEFA             | Základní skupina A     | Olympique de Marseille       | 0:1            | 4:0            | 2. místo       |
| 2007/08 | Liga mistrů UEFA             | Základní skupina A     | Beşiktaş JK                  | 8:0            | 1:2            | 2. místo       |
| 2007/08 | Liga mistrů UEFA             | Osmifinále             | FC Internazionale Milano     | 2:0            | 1:0            | 3:0            |
| 2007/08 | Liga mistrů UEFA             | Čtvrtfinále            | Arsenal FC                   | 4:2            | 1:1            | 5:3            |
| 2007/08 | Liga mistrů UEFA             | Semifinále             | Chelsea FC                   | 1:1            | 2:3            | 3:4            |
| 2008/09 | Liga mistrů UEFA             | 3. předkolo            | Standard Liège               | 1:0            | 0:0            | 1:0            |
| 2008/09 | Liga mistrů UEFA             | Základní skupina D     | Olympique de Marseille       | 1:0            | 2:1            | 1. místo       |
| 2008/09 | Liga mistrů UEFA             | Základní skupina D     | PSV Eindhoven                | 3:1            | 3:1            | 1. místo       |
| 2008/09 | Liga mistrů UEFA             | Základní skupina D     | Atlético Madrid              | 1:1            | 1:1            | 1. místo       |
| 2008/09 | Liga mistrů UEFA             | Osmifinále             | Real Madrid CF               | 4:0            | 1:0            | 5:0            |
| 2008/09 | Liga mistrů UEFA             | Čtvrtfinále            | Chelsea FC                   | 1:3            | 4:4            | 5:7            |
| 2009/10 | Liga mistrů UEFA             | Základní skupina E     | Debreceni VSC                | 1:0            | 1:0            | 3. místo       |
| 2009/10 | Liga mistrů UEFA             | Základní skupina E     | ACF Fiorentina               | 1:2            | 0:2            | 3. místo       |
| 2009/10 | Liga mistrů UEFA             | Základní skupina E     | Olympique Lyon               | 1:2            | 1:1            | 3. místo       |
| 2009/10 | Evropská liga UEFA           | Šestnáctifinále        | FC Unirea Urziceni           | 1:0            | 3:1            | 4:1            |
| 2009/10 | Evropská liga UEFA           | Osmifinále             | Lille OSC                    | 3:0            | 0:1            | 3:1            |
| 2009/10 | Evropská liga UEFA           | Čtvrtfinále            | SL Benfica                   | 4:1            | 1:2            | 5:3            |
| 2009/10 | Evropská liga UEFA           | Semifinále             | Atlético Madrid              | 2:1            | 0:1            | 2:2            |
| 2010/11 | Evropská liga UEFA           | 3. předkolo            | FK Rabotnički                | 2:0            | 2:0            | 4:0            |
| 2010/11 | Evropská liga UEFA           | 4. předkolo            | Trabzonspor                  | 1:0            | 2:1            | 3:1            |
| 2010/11 | Evropská liga UEFA           | Základní skupina K     | FC Steaua Bucureşti          | 4:1            | 1:1            | 1. místo       |
| 2010/11 | Evropská liga UEFA           | Základní skupina K     | FC Utrecht                   | 0:0            | 0:0            | 1. místo       |
| 2010/11 | Evropská liga UEFA           | Základní skupina K     | SSC Napoli                   | 3:1            | 0:0            | 1. místo       |
| 2010/11 | Evropská liga UEFA           | Šestnáctifinále        | AC Sparta Praha              | 1:0            | 0:0            | 1:0            |
| 2010/11 | Evropská liga UEFA           | Osmifinále             | SC Braga                     | 0:0            | 0:1            | 0:1            |
| 2012/13 | Evropská liga UEFA           | 3. předkolo            | FK Gomel                     | 3:0            | 1:0            | 4:0            |
| 2012/13 | Evropská liga UEFA           | 4. předkolo            | Heart of Midlothian FC       | 1:1            | 1:0            | 2:1            |
| 2012/13 | Evropská liga UEFA           | Základní skupina A     | BSC Young Boys               | 2:2            | 5:3            | 1. místo       |
| 2012/13 | Evropská liga UEFA           | Základní skupina A     | Udinese Calcio               | 2:3            | 1:0            | 1. místo       |
| 2012/13 | Evropská liga UEFA           | Základní skupina A     | FK Anži Machačkala           | 1:0            | 0:1            | 1. místo       |
| 2012/13 | Evropská liga UEFA           | Šestnáctifinále        | FK Zenit Sankt-Petěrburg     | 3:1            | 0:2            | 3:3            |
| 2014/15 | Liga mistrů UEFA             | Základní skupina B     | Real Madrid CF               | 0:3            | 0:1            | 3. místo       |
| 2014/15 | Liga mistrů UEFA             | Základní skupina B     | FC Basel 1893                | 1:1            | 0:1            | 3. místo       |
| 2014/15 | Liga mistrů UEFA             | Základní skupina B     | PFK Ludogorec Razgrad        | 2:1            | 2:2            | 3. místo       |
| 2014/15 | Evropská liga UEFA           | Šestnáctifinále        | Beşiktaş JK                  | 1:0            | 0:1            | 1:1 (4:5 pen.) |
| 2015/16 | Evropská liga UEFA           | Základní skupina B     | FC Girondins de Bordeaux     | 2:1            | 1:1            | 1. místo       |
| 2015/16 | Evropská liga UEFA           | Základní skupina B     | FC Sion                      | 1:1            | 0:0            | 1. místo       |
| 2015/16 | Evropská liga UEFA           | Základní skupina B     | FK Rubin Kazaň               | 1:1            | 1:0            | 1. místo       |
| 2015/16 | Evropská liga UEFA           | Šestnáctifinále        | FC Augsburg                  | 1:0            | 0:0            | 1:0            |
| 2015/16 | Evropská liga UEFA           | Osmifinále             | Manchester United FC         | 2:0            | 1:1            | 3:1            |
| 2015/16 | Evropská liga UEFA           | Čtvrtfinále            | Borussia Dortmund            | 4:3            | 1:1            | 5:4            |
| 2015/16 | Evropská liga UEFA           | Semifinále             | Villarreal CF                | 3:0            | 0:1            | 3:1            |
| 2015/16 | Evropská liga UEFA           | Finále                 | Sevilla FC                   | 1:3            | 1:3            | 1:3            |
| 2017/18 | Liga mistrů UEFA             | 4. předkolo            | TSG 1899 Hoffenheim          | 4:2            | 2:1            | 6:3            |
| 2017/18 | Liga mistrů UEFA             | Základní skupina E     | Sevilla FC                   | 2:2            | 3:3            | 1. místo       |
| 2017/18 | Liga mistrů UEFA             | Základní skupina E     | FK Spartak Moskva            | 7:0            | 1:1            | 1. místo       |
| 2017/18 | Liga mistrů UEFA             | Základní skupina E     | NK Maribor                   | 3:0            | 7:0            | 1. místo       |
| 2017/18 | Liga mistrů UEFA             | Osmifinále             | FC Porto                     | 0:0            | 5:0            | 5:0            |
| 2017/18 | Liga mistrů UEFA             | Čtvrtfinále            | Manchester City FC           | 3:0            | 2:1            | 5:1            |
| 2017/18 | Liga mistrů UEFA             | Semifinále             | AS Roma                      | 5:2            | 2:4            | 7:6            |
| 2017/18 | Liga mistrů UEFA             | Finále                 | Real Madrid CF               | 1:3            | 1:3            | 1:3            |
| 2018/19 | Liga mistrů UEFA             | Základní skupina C     | Paris Saint-Germain FC       | 3:2            | 1:2            | 2. místo       |
| 2018/19 | Liga mistrů UEFA             | Základní skupina C     | SSC Neapol                   | 1:0            | 0:1            | 2. místo       |
| 2018/19 | Liga mistrů UEFA             | Základní skupina C     | FK Crvena zvezda             | 4:0            | 0:2            | 2. místo       |
| 2018/19 | Liga mistrů UEFA             | Osmifinále             | FC Bayern Mnichov            | 0:0            | 3:1            | 3:1            |
| 2018/19 | Liga mistrů UEFA             | Čtvrtfinále            | FC Porto                     | 2:0            | 4:1            | 6:1            |
| 2018/19 | Liga mistrů UEFA             | Semifinále             | FC Barcelona                 | 4:0            | 0:3            | 4:3            |
| 2018/19 | Liga mistrů UEFA             | Finále                 | Tottenham Hotspur FC         | 2:0            | 2:0            | 2:0            |
| 2019    | Superpohár UEFA              | Finále                 | Chelsea FC                   | 2:2 (5:4 pen.) | 2:2 (5:4 pen.) | 2:2 (5:4 pen.) |
| 2019/20 | Liga mistrů UEFA             | Základní skupina E     | SSC Neapol                   |                |                | –. místo       |
| 2019/20 | Liga mistrů UEFA             | Základní skupina E     | FC Red Bull Salzburg         |                |                | –. místo       |
| 2019/20 | Liga mistrů UEFA             | Základní skupina E     | KRC Genk                     |                |                | –. místo       |

## Trenéři
- John McKenna / William Barclay 1892-1896
- Tom Watson 1896-1915
- bez manažera 1915-1920
- David Ashworth 1920-1923
- Matt McQueen 1923-1928
- George Patterson 1928-1936
- George Kay 1936-1950
- Don Welsh 1951-1956
- Phil Taylor 1956-1959
- Bill Shankly 1959-1974
- Bob Paisley 1974-1983
- Joe Fagan 1983-1985
- Kenny Dalglish 1985-1991
- Graeme Souness 1991-1994
- Roy Evans 1994-1998
- Roy Evans / Gérard Houllier 1998
- Gérard Houllier 1998-2004
- Rafael Benítez 2004-2010
- Roy Hodgson 2010-2011
- Kenny Dalglish 2011-2012
- Brendan Rodgers 2012-2015
- Jürgen Klopp 2015-2024
- Arne Slot 2024-

## Klubové rekordy
- Nejvíce zápasů za hlavní tým: Ian Callaghan (855)
- Nejvíce zápasů v lize: Ian Callaghan (640)
- Nejvíce zápasů v FA Cupu: Ian Callaghan (79)
- Nejvíce zápasů v Ligovém poháru: Ian Rush (78)
- Nejvíce zápasů v evropských pohárech: Jamie Carragher (91)
- Nejstarší hráč: Ted Doig, 41 let & 165 dní v zápase venku s Newcastle United, 11. dubna 1908
- Nejmladší hráč: Jerome Sinclair 16 let & 6 dní v zápase venku proti West Bromwich, 26. září 2012[35][36]
- Nejvíce zápasů v řadě: Phil Neal (417) 23. října až 24. září 1983
- Nejdéle sloužící hráč: Elisha Scott – 21 let & 52 dní – sezóna 1913 až 1934
- Nejstarší debutant: Ted Doig v 37 letech & 307 dnech doma proti Burton United 1. září 1904
- Nejvíce vstřelených gólů v hlavním týmu: Ian Rush (346)
- Nejvíce vstřelených gólů v lize: Roger Hunt (245)
- Nejvíce vstřelených gólů v FA Cupu: Ian Rush (39)
- Nejvíce vstřelených gólů v Ligovém poháru: Ian Rush (48)
- Nejvíce vstřelených gólů v evropských pohárech: Steven Gerrard (41)[37]
- Nejlépe střílející náhradník: David Fairclough (18)
- Nejvíce hattriků: Gordon Hodgson (17)
- Nejvíce hattriků v jedné sezóně: Roger Hunt (5 v sezóně 1961-62)
- Nejvíce proměněných penalt: Jan Molby (42)
- Nejvíce zápasů bez vstřelení gólu: Ephraim Longworth (371)
- Nejmladší střelec: Ben Woodburn, 17 let & 45 dní doma proti Leeds United 29. listopadu 2016
- Nejstarší střelec: Billy Liddell, 38 let & 55 dní doma proti Stoke City 5. března 1960
- Nejčastější reprezentant: Ian Rush (67) za Wales
- Nejvíce gólů za reprezentaci: Ian Rush (26)
- Rekordní vítězství: 11-0 proti Strømsgodset IF [kdy?]
- Rekordní prohra: 1-9 s Birmingham City FC [kdy?]
- Nejdražší hráč: Virgil van Dijk, 75 milionů liber [38]
- Nejdražší odcházející hráč: Phillipe Coutinho, 142 milionů liber[39]
- Nejvyšší ligová návštěva: 58 757 proti Chelsea, 1949/50
- Nejvyšší návštěva v FA Cupu: 61 905 proti Wolves, 1951/52, 5. kolo
- Nejvyšší návštěva v Ligovém poháru: 50 880 proti Nottingham Forest FC, 1979/80, semifinále, odveta
- Nejvyšší návštěva v evropských pohárech: 55 104 proti Barceloně, 1975/76 UEFA Cup, semifinále, odveta